# Batavierenrace

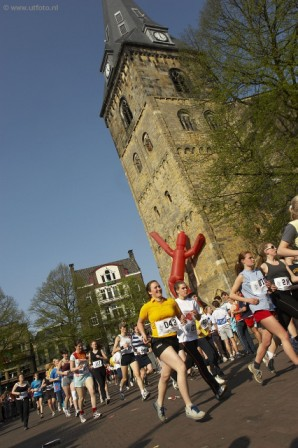

Das Batavierenrace (deutsch Batavierrennen) ist mit etwa 8.500 teilnehmenden Studenten einer der größeren Staffelläufe der Welt. Rund 185 Kilometer werden zwischen Nijmegen und Enschede abgelegt, aufgeteilt in 25 Etappen. Am Abend findet in Enschede immer das größte niederländische Studentenfest statt: das Batavierenfeest.
Die Route beginnt am Sportzentrum der Radboud-Universität Nijmegen, geht dann durch Deutschland, den Achterhoek, das Stadtzentrum von Enschede und endet auf dem Campus der Universität Twente.
Das Rennen wird jedes Jahr von Studenten in Nijmegen und Enschede organisiert. An dem Wochenende werden sie durch etwa 500 Freiwillige unterstützt.

## Das Rennen
Die rund 185 km des Batavierenrace sind in 25 Etappen eingeteilt, die in der Länge von 3,4 km bis 11,9 km variieren. Nach der Eröffnung wird um Mitternacht das Rennen in Nijmegen begonnen. Große Teile des Rennens finden darum auch nachts statt.
Jeder Läufer hat einen Begleiter auf dem Fahrrad bei sich. Dieser Begleiter muss auch den Weg weisen. Jeder Läufer hat ein Leibchen um, das als Staffelstock dient. In diesem Leibchen ist auch ein Chip eingearbeitet, mit dem die Zeit gemessen werden kann. Durch diesen Chip kann man im Internet das Rennen und die Zeiten aktuell verfolgen.
Es gibt sechs verschiedene Gruppen, um die Zeit besser registrieren zu können. Zudem gibt es drei Punkte, an denen das Rennen neu gestartet wird: in Dinxperlo (von 6:30 bis 8:00 Uhr), Barchem (11:00 bis 12:30 Uhr) und auf dem Oude Markt von Enschede (17:00–17:20 Uhr). Jedes Team hat darum auch ein Nacht-, Vormittags- und Nachmittagsteam.
Das Finale ist auf der Laufbahn der Universität Twente. Die meisten Teams setzen dann ihre besten Läufer ein. Um 17:30 erwarten tausende Zuschauer die Läufer auf dem Campus.
Die Teams sind völlig unterschiedlich und kommen aus den ganzen Niederlanden, auch aus dem Ausland. Es gibt Teams von Freunden, Studentenverbindungen, Sportvereinen usw. Wichtig ist noch die Universitätswertung, in der die verschiedenen Universitäten gegeneinander streiten.

## Geschichte
Das Batavierenrace gibt es seit 1973. Studenten aus Nijmegen hatten einen vergleichbaren Staffellauf in Schweden – die Solastafette von Göteborg nach Karlstad (1967–1998) – gesehen und wollten so etwas auch in den Niederlanden einführen.
Im ersten Jahr ging das Rennen von Nijmegen nach Rotterdam. Daher kommt auch der Name: Die Batavier waren ein germanischer Stamm, der in der römischen Zeit dort lebte. Aber es gab in Rotterdam zu viele Probleme mit der Infrastruktur, so dass man das Rennen schon ein Jahr später nach Enschede laufen ließ. Die Route von 1974 wurde seitdem kaum verändert.